# Rock ’n’ Roll Suicide
Rock ’n’ Roll Suicide ist ein Titel von David Bowie aus dem Jahr 1972, der auf dem Album The Rise and Fall of Ziggy Stardust and the Spiders from Mars erschienen ist und das Album abschließt.
Der Song erzählt davon, wie der Titelheld des Albums, Rockstar Ziggy Stardust, als in die Tage gekommener und aufgrund seines sexuell promiskuitiven sowie von Drogenexzessen gezeichneten Lebens, endgültig scheitert. Vorlage zur Figur war nach Auskunft Bowies, Vince Taylor, Frontmann einer in den 1950er Jahren aktiven Band, ist zudem allerdings als Alter Ego zu verstehen. Im Sinne der im Album angelegten Konzeption des Aufstiegs- und Niedergangs-Musters einer Karriere, beendete Bowie mit Rock 'n' Roll Suicide nicht nur das Album, sondern folgerichtig seine Ziggy Stardust-Konzerte. Anlässlich seines am 3. Juli 1973 im Odeon Hammersmith unter der Regie von D. A. Pennebaker gespielten letzten Konzertes, löste er im Nachgang überraschend seine eigene Band auf. Im April 1974 erschien bei RCA die ausgekoppelte Single. Der okkultistische Song Quicksand, vom Vorgängeralbum Hunky Dory, bildet die B-Seite.

## Text und Musik
Bowie war ein Liebhaber der im französischen Kulturkreis verwurzelten Genres liedhafter Darstellungen, insbesondere des Chansons. Chanson-Einflüsse sind auf Rock 'n' Roll Suicide erkennbar, daneben können avantgardistische Elemente deutlich herausgehört werden. Der Bowie-Kritiker Stephen Thomas Erlewine unterstellte dem Song gar die Klasse eines großartig inszenierten Bühnendramas, wie es vormals im Rock ’n’ Roll noch nicht erlebt wurde.
Der Song beginnt mit harmonischem Spiel auf der Akustikgitarre und balladenhafter gesanglicher Begleitung. Zügig steigern sich sowohl die Stimme Bowies als auch die Musik (ab dem Einsetzen der Bläsersätze) zu einem verdichten Finale hin, das erstickt-fiebrige Züge trägt.
Bowie bezieht sich als Hauptquelle auf Baudelaire. Die Eröffnung des Songs mit den Worten "Time takes a cigarette..." erinnern aber auch an Machados Gedicht "Chants Andalous". Ähnliches gilt für die hitzige, ostentative Aufforderung zur Kenntnisnahme: "Oh no, love, you're not alone", die Jacques Brels "You're Not Alone" ("Jef") entnommen gewesen sein könnte (Jacques Brel Is Alive and Well and Living in Paris). Die Bedeutung von Jacques Brel wurde während der Ziggy Stardust-Liveshows deutlich, bei denen er im Spotscheinwerfer, sich selbst mit akustischer Gitarre begleitend, "My Death" coverte, so auf der Ziggy Stardust: The Motion Picture. Ebenso sang Bowie "Amsterdam" live in der BBC ein.

## Veröffentlichung und Nachwirkung
Rock 'n' Roll Suicide wurde am 4. Februar 1972 aufgenommen und war damit zusammen mit "Suffragette City" einer der letzten für das Album eingespielten Songs. Beide folgen aufeinander. Durch die codale Stellung des Songs bei den Liveshows, insbesondere durch den mit ihm verbundenen furiosen Höhepunkt, wurde Rock 'n' Roll Suicide schnell zum Slogan innerhalb der Fangemeinde, der sich auf so manchem Kleidungsstück verewigt wiederfand. Im April 1974 pickte RCA den Song willkürlich aus dem Album heraus und veröffentlichte ihn als Single, in ungeduldiger Hoffnung und Erwartung weiterer Bowie-Produktionen. Als reine Raffgier des Labels gebrandmarkt, blieb der Titel auf Platz 22 der UK-Charts hängen und bescherte Bowie mit einer Single mal wieder einen Platz, der nicht unter den "Top 20" lag.

## Personelle Besetzung
Produzenten:
- Ken Scott
- David Bowie

Musiker:
- David Bowie: Gesang, Gitarre
- Mick Ronson: Gitarre
- Trevor Bolder: E-Bass
- Mick Woodmansey: Schlagzeug

## Liveversionen
- Bowie spielte Rock 'n' Roll Suicide anlässlich der BBC-Show Sounds of the 70s am 23. Mai 1972. Die Show moderierte Bob Harris. Die Aufzeichnung erschien im Jahr 2000 auf dem Album Bowie at the Beeb.
- Am 20. Oktober 1972 wurde eine Liveversion im Santa Monica Civic Auditorium ausgestrahlt und fand sich auf den Alben Santa Monica '72 und Live Santa Monica '72 wieder.
- Ein Abschlusskonzert, das eine Live-Version des Songs darbot, fand am 3. Juli 1973 im Odeon Hammersmith statt. Dieses Konzert wurde mitgeschnitten und auf der Ziggy Stardust - The Motion Picture veröffentlicht sowie später auf der Boxset Sound + Vision.
- 1974 wurde eine Version des Songs gespielt, die auf dem Album David Live eingespielt wurde.
- 1990 spielte Bowie den Titel nochmals auf seiner Sound+Vision Tour, 1990.

## Coverversionen
Coverversionen gibt es von Aslan, Black Box Recorder, El Vez, John Frusciante, Tony Hadley, Info Riot, Rilo Kiley, Neal Morse, Hazel O’Connor, OK Go and Bonerama, Seu Jorge, Revue Noir, Techno Cowboy, Camille O’Sullivan, BB Brunes, Gwyneth Herbert und Sean Bonnette.